# Thermocellio congolensis
Thermocellio congolensis är en kräftdjursart som beskrevs av Arcangeli 1950. Thermocellio congolensis ingår i släktet Thermocellio och familjen Porcellionidae.

## Underarter
Arten delas in i följande underarter:
- T. c. congolensis
- T. c. patrizii